# Montánchez
Montánchez és un municipi de la província de Càceres, a la comunitat autònoma d'Extremadura (Espanya). Limita al nord amb Torremocha, al nord-est amb Valdefuentes i Torre de Santa María, al sud-est amb Peraleda del Zaucejo, al sud amb Arroyomolinos i a l'oest amb Albalá i Alcuéscar.
| 1991 | 1996 | 2001 | 2004 | 2005 | 2007 |
| ---- | ---- | ---- | ---- | ---- | ---- |
| 2487 | 2306 | 2141 | 2046 | 2153 | 2063 |